# Reda Caire
Reda Caire (Joseph Gandhour) (El Cairo, 4 de febrero de 1905 - 9 de septiembre de 1963, Clermont-Ferrand) fue un cantante popular francés de los años 30-40. Fue contemporáneo de Tino Rossi, Jaime Plana y Henri Garat  entre otras figuras de la época.

## Biografía
Hijo de Bey Gandhour, funcionario del gobierno egipcio y de una noble belga, llevó por apellido en el nombre artístico "Caire" en honor a su ciudad natal.
Debutó en Lyon en 1928 y en 1934 en Paris donde actuó junto a Maurice Chevalier.
En opereta fue el Príncipe Danilo de La viuda alegre y en el Odéon de Marsella "Destination inconnue", de Gaston Gabaroche.
Murió de un infarto en 1963.

## Filmografía
- Si tu reviens de Jacques Daniel-Norman (1937).
- Le club des aristocrates de Claude Dolbert (1937).
- Prince de mon cœur de Jacques Daniel-Norman (1938).
- Vous seule que j'aime d'Alfred Machard (1939).
- Marseille mes amours de Jacques Daniel-Norman (1940).
- Six petites filles en blanc (1943).